# La Chapelle-Saint-Laurian
La Chapelle-Saint-Laurian ist eine französische Gemeinde mit 136 Einwohnern (Stand: 1. Januar 2022) im Département Indre in der Region Centre-Val de Loire. Sie gehört zum Kanton Levroux im Arrondissement Issoudun. Die Einwohner werden Chappelais genannt.

## Geografie
Die Gemeinde La Chapelle Saint-Laurian liegt am Pozon, 26 Kilometer südwestlich von Vierzon. Zu La Chapelle-Saint-Laurian gehören neben der Hauptsiedlung auch die Weiler Beaumont, La Pallue und Le Buisson. Angrenzende Gemeinden sind Saint-Florentin im Norden, Vatan im Osten, Liniez im Süden und Südwesten, Fontenay im Westen sowie Guilly im Nordwesten. Im Osten der Gemeinde verläuft die Autoroute A20.

## Bevölkerungsentwicklung
| Jahr                       | 1962 | 1968 | 1975 | 1982 | 1990 | 1999 | 2010 | 2021 |
| Einwohner                  | 187  | 162  | 140  | 162  | 135  | 141  | 134  | 135  |
| Quellen: Cassini und INSEE |      |      |      |      |      |      |      |      |

## Sehenswürdigkeiten
- Reste der alten Kirche